# Мітчеллвілл (Меріленд)
Мітчеллвілл (англ. Mitchellville) — переписна місцевість (CDP) в США, в окрузі Графство принца Георга штату Меріленд. Населення — 11 136 осіб (2020).

## Географія
Мітчеллвілл розташований за координатами 38°56′11″ пн. ш. 76°48′30″ зх. д. / 38.93639° пн. ш. 76.80833° зх. д. (38.936432, -76.808249).  За даними Бюро перепису населення США в 2010 році переписна місцевість мала площу 13,14 км², з яких 13,08 км² — суходіл та 0,05 км² — водойми.

## Демографія
Згідно з переписом 2010 року, у переписній місцевості мешкало 10 967 осіб у 3795 домогосподарствах у складі 2930 родин. Густота населення становила 835 осіб/км².  Було 3918 помешкань (298/км²).
Расовий склад населення:
| - 85,4 % — чорних або афроамериканців - 7,0 % — білих - 3,2 % — азіатів - 0,2 % — корінних американців - 0,1 % — вихідців з тихоокеанських островів - 1,4 % — осіб інших рас |

До двох чи більше рас належало 2,6 %. Частка іспаномовних становила 3,7 % від усіх жителів.
За віковим діапазоном населення розподілялося таким чином: 23,1 % — особи молодші 18 років, 66,2 % — особи у віці 18—64 років, 10,7 % — особи у віці 65 років та старші. Медіана віку мешканця становила 41,5 року. На 100 осіб жіночої статі у переписній місцевості припадало 85,8 чоловіків;  на 100 жінок у віці від 18 років та старших — 81,6 чоловіків також старших 18 років.
Середній дохід на одне домашнє господарство  становив 128 362 долари США (медіана — 120 538), а середній дохід на одну сім'ю — 139 243 долари (медіана — 129 531). Медіана доходів становила 71 233 долари для чоловіків та 73 106 доларів для жінок. За межею бідності перебувало 2,9 % осіб, у тому числі 2,6 % дітей у віці до 18 років та 3,1 % осіб у віці 65 років та старших.
Цивільне працевлаштоване населення становило 5884 особи. Основні галузі зайнятості: освіта, охорона здоров'я та соціальна допомога — 28,2 %, публічна адміністрація — 21,0 %, науковці, спеціалісти, менеджери — 12,7 %, роздрібна торгівля — 8,0 %.